# Samper de Calanda
Samper de Calanda è un comune spagnolo di 971 abitanti situato nella comunità autonoma dell'Aragona.